# 화순 광산 이씨 승지공비
화순 광산 이씨 승지공비(和順 光山 李氏 承旨公碑)는 대한민국 전라남도 화순군 화순읍 앵남리에 있는 비석이다. 1988년 3월 16일 전라남도의 문화재자료 제162호로 지정되었다가, 2018년 4월 19일 전라남도의 유형문화재 제335호로 재지정되었다.

## 개요
화순의 앵남역 부근에 자리하고 있는 비로, 조선시대 전기의 문신인 이달선(1457∼1506) 선생의 묘가 뒤에 마련되어 있다.
선생은 광산이씨 시조 이순백의 6대손으로, 23세에 부친을 여의고 30세에 과거 급제하여 관직에 올라 승정원 부승지에까지 이르렀다.
선생의 묘비라 할 수 있는 이 비는 비각 안에 놓여 있는데, 널찍한 사각 받침 위로 비몸을 세운 모습이다. 비몸은 윗변을 둥글게 다듬었으며, 아래로 점차 내려오면서 좁아지고 있다. 조맹부체로 새긴 비문은 글자의 획이 비교적 뚜렷하고, 호탕하면서도 쾌활한 글씨체가 그대로 살아나 있다.
조선 선조 7년(1574) 둘째 아들인 이공충이 세운 비로, 비문은 당시 호남의 3걸로 지목되던 윤구가 지었으며, 율곡 이이가 이 과정을 기록하였다. 글씨는 조선조 8대가의 한 명으로 불리던 이산해가 쓴 것이다.
이렇듯 당시 문장가, 명필가로 이름을 떨치던 이들이 참여했다는 점에서 의의가 있고, 보존상태도 좋은 편이어서 금석학의 자료로서도 큰 가치를 지닌다.

## 유형문화재 지정 사유
조선시대 1576년에 세운 이달선의 묘갈명으로 찬자(撰者, 귤정 윤구, 율곡 이이), 서자(書者, 아계 이산해)가 당대에 이름을 날렸던 문장가, 명필가라는 점이나 조선초기의 금석문이라는 점에 역사적, 학술적, 예술적 가치가 있다.

## 주변 건축허용기준
2020년 3월 12일 전라남도 지정문화재 역사문화환경 보존지역 내 건축행위 등에 관한 허용기준(화순군 소재)이 고시되었다.

## 참고 문헌
- 화순 광산 이씨 승지공비 - 국가유산청 국가유산포털